# Anctoville
Anctoville era una comuna francesa situada en el departamento de Calvados, de la región de Normandía, que el 1 de enero de 2017 pasó a ser una comuna delegada de la comuna nueva de Aurseulles al fusionarse con las comunas de Feuguerolles-sur-Seulles, Longraye, Orbois, Saint-Germain-d'Ectot, Sermentot y Torteval-Quesnay.

## Historia
En 1973, las comunas de Feuguerolles-sur-Seulles, Orbois y Sermentot pasaron a ser comunas asociadas de la comuna de Anctoville.

## Demografía antes de fusión
| Gráfica de evolución demográfica de Anctoville entre 1800 y 2014 |
|                                                                  |

Los datos demográficos contemplados en este gráfico de la comuna de Anctoville, se han cogido de 1800 a 1999 de la página francesa EHESS/Cassini, y los demás datos de la página del INSEE.

## Demografía después de fusión
| Gráfica de evolución demográfica de Anctoville entre 1800 y 2013 |
|                                                                  |

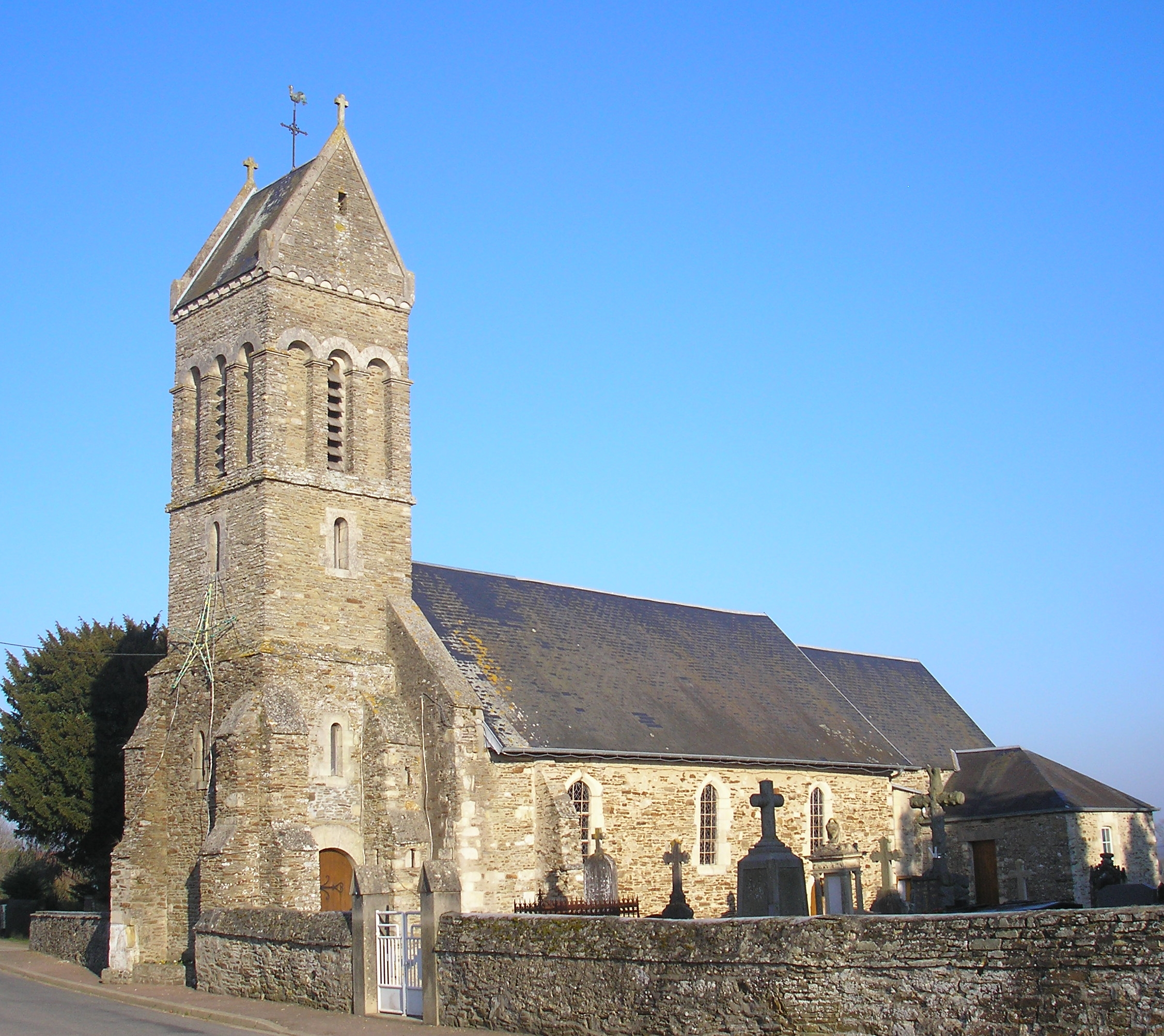
Iglesia de San Pedro en Anctoville

Los datos entre 1800 y 2013 son el resultado de sumar los parciales de las cuatro comunas que formaron la comuna de Anctoville, cuyos datos se han cogido de 1800 a 1968, para las comunas de Anctoville, Feuguerolles-sur-Seulles, Orbois, y Sermentot de la página francesa EHESS/Cassini. Los demás datos se han cogido de la página del INSEE.